# La moglie celebre
La moglie celebre (The Farmer's Daughter) è un film del 1947 diretto da H.C. Potter.
Nel 1963 fu prodotta dalla ABC la serie TV The Farmer's Daughter liberamente ispirata al film, trasmessa fino al 1966.

## Trama
Caterina Holstrom, unica figlia femmina di un fattore di origine svedese, con una moltitudine di fratelli, parte alla volta di Capitol City, per frequentare un corso da infermiera.
Arrivata alla stazione degli autobus, per un banale ritardo, essa viene avvicinata da Adolfo, un imbianchino itinerante, amico di famiglia, che le offre un passaggio per portarla in città. La macchina di lui, però, si guasta ed ella, oltre a rimetterci tutti i suoi risparmi per riparare quell'auto, è costretta a passare la notte in una pensione di periferia, insieme ad Adolfo, in camere separate. Il giorno dopo, Caterina al suo risveglio, non trova più l'imbianchino, ma solo il conto da pagare.
Con mezzi di fortuna, Caterina raggiunge la città in cerca dell'uomo e dei suoi risparmi che egli aveva promesso di renderle, ma non trova altro che Adolfo ubriaco, che tenta maldestramente di sedurla. Alla sua richiesta di denaro, egli minaccia di rivelare che hanno passato la notte insieme nella stessa camera, così Caterina abbandona il campo, non senza prima avere malmenato Adolfo a dovere e rovesciatogli in faccia la bottiglia di whiskey presente sul tavolo.
Attraverso un'agenzia, Caterina riesce a trovare lavoro per riguadagnare il denaro perduto, come cameriera in casa del senatore Glenn Morley, dove anche sua madre la prende in simpatia. Caterina accetta di restare solo per due mesi.
Nel tempo che trascorre, il senatore mostra un delizioso quanto malcelato interesse per la giovane donna, dato che la scopre molto intelligente; ella, graziosissima, ricambia.
Allo scadere del termine prefissato del lavoro da cameriera, Caterina dà il preavviso per andarsene e tornare a frequentare il corso da infermiera, ma un 'provvidenziale' raffreddore della madre di Morley fa sì che essa rimanga fino al ritorno del senatore da un improvviso viaggio in Europa.
Su suggerimento del senatore stesso e con l'aiuto della madre di lui, Caterina comincia a frequentare un corso serale all'università, dove piano piano si accosta alla politica. Le idee di Caterina, naturalmente, sono a favore del popolo, come ogni buon lavoratore e in netto contrasto con quelle del signor Finley, (membro del partito di Morley) chiamato a sostituire un altro membro deceduto all'improvviso.
In una discussione verificatasi a casa del senatore, proprio per la scelta del candidato, Caterina manifesta in separata sede e in maniera un po' più che velata, le sue idee nettamente contrarie alla politica di Finley; quindi, su invito di Morley stesso, ella partecipa come spettatrice ad un comizio dove, al momento delle domande, si alza e chiede a Finley perché vuole andare alla Camera. Si crea così un battibecco, nel quale Caterina enumera le innumerevoli mancanze di Finley. In questo modo ella, pur contro la sua volontà, viene 'arruolata' dal partito dell'opposizione e, a malincuore, deve lasciare casa Morley (si è, infatti, innamorata del senatore) per diventare un candidato per andare alla Camera. Caterina è così raggiunta dai fratelli, che la sostengono nella scalata politica, mentre Morley, in partenza per Washington, passa a salutarla e le dà consigli su come parlare in pubblico, manifestando solo con lo sguardo il suo amore per lei. Con pochi semplici consigli da parte di Morley, Caterina riscuote grandi consensi oltre che alte percentuali di voto.
Ma si riaffaccia Adolfo, che, in cerca di facili quattrini, si reca al partito di Morley, dove cerca di screditare Caterina, parlando di quell'unica notte, ove naturalmente nulla era accaduto. La madre del senatore lo scaccia in malo modo, rifiutando il ricatto dell'uomo. Finley si sente minacciato e raccatta informazioni, avvertendo anche una giornalista, interessata sentimentalmente al senatore e avversa a Caterina. La madre del senatore, pur essendo restia in un primo momento, finisce col cedere alle pressioni dei membri del partito di Morley e Finley per vincere le elezioni e la notizia viene pubblicata.
Morley, sdegnato, abbandona il suo partito e raggiunge Caterina, che nel frattempo, per la vergogna, è tornata a Capitol City da suo padre. Riunitisi, i due innamorati si manifestano l'un l'altra.
All'annuncio del matrimonio al padre di Caterina, egli però redarguisce severamente la figlia, che sapeva benissimo innocente, rimproverandola di avere scelto la via più facile, rinunciando a lottare, scappando e aggiungendo: "uomo o donna, se non vuoi batterti per la verità, non sei degna di andare alla Camera." Così Morley e Caterina si fidanzano e ripartono per Capitol City.
Nel frattempo, la madre del senatore, resasi conto di essere stata mal consigliata e dispiaciuta di essersi fatta influenzare da Finley, riceve costui nel salotto, scoprendo, attraverso un discreto interrogatorio, che Finley non solo è un razzista in ogni senso, ma che ha anche costituito un'organizzazione nascosta, una sorta di polizia segreta. Appura così che Filnley ha pagato l'imbianchino Adolfo con 500 dollari per sostenere le bugie su Caterina e poi nasconderlo in un villino di campagna affinché non possa ritrattare le bugie.
Parte così una spedizione alla ricerca di Adolfo, che viene ritrovato e costretto a confessare alla radio le sue bugie, additando Finley come unico colpevole. Il senatore Morley promette di rientrare nel partito solo se Finley verrà cacciato via, oltre ottenere di assicurare appoggio a Caterina per le elezioni. Così avviene e Caterina, dopo aver sposato Morley, viene eletta alla Camera all'unanimità.

## Riconoscimenti
Premi Oscar 1948 - Migliore attrice protagonista Loretta Young.
- candidatura a miglior attore non protagonista a Charles Bickford